# Villefranque (Pyrénées-Atlantiques)
Pour les articles homonymes, voir Villefranque.
Villefranque (en basque : Milafranga) est une commune française située dans le département des Pyrénées-Atlantiques, en région Nouvelle-Aquitaine.
Le gentilé est Milafrangar,.

## Géographie

### Localisation
La commune de Villefranque se trouve dans le département des Pyrénées-Atlantiques, en région Nouvelle-Aquitaine.
Elle se situe à 114 km par la route de Pau, préfecture du département, à 12 km de Bayonne, sous-préfecture, et à 7,6 km de Mouguerre, bureau centralisateur du canton de Nive-Adour dont dépend la commune depuis 2015 pour les élections départementales.
La commune fait en outre partie du bassin de vie de Bayonne.
Les communes les plus proches sont : 
Ustaritz (4,2 km), Saint-Pierre-d'Irube (4,4 km), Mouguerre (4,6 km), Bassussarry (4,9 km), Arcangues (5,5 km), Jatxou (5,7 km), Bayonne (6,4 km), Lahonce (7,1 km).
Sur le plan historique et culturel, Villefranque fait partie de la province du Labourd, un des sept territoires composant le Pays basque,. Le Labourd est traversé par la vallée alluviale de la Nive et rassemble les plus beaux villages du Pays basque. Depuis 1999, l'Académie de la langue basque ou Euskalzaindia divise le territoire du Labourd en six zones,. La commune est dans la zone Lapurdi Beherea (Bas-Labourd). au centre-nord de ce territoire

### Communes limitrophes
Les communes limitrophes sont Bassussarry, Bayonne, Jatxou, Mouguerre, Saint-Pierre-d'Irube et Ustaritz.
| Bayonne     | Saint-Pierre-d'Irube |           |
| Bassussarry | Villefranque         | Mouguerre |
|             | Ustaritz             | Jatxou    |

### Hydrographie

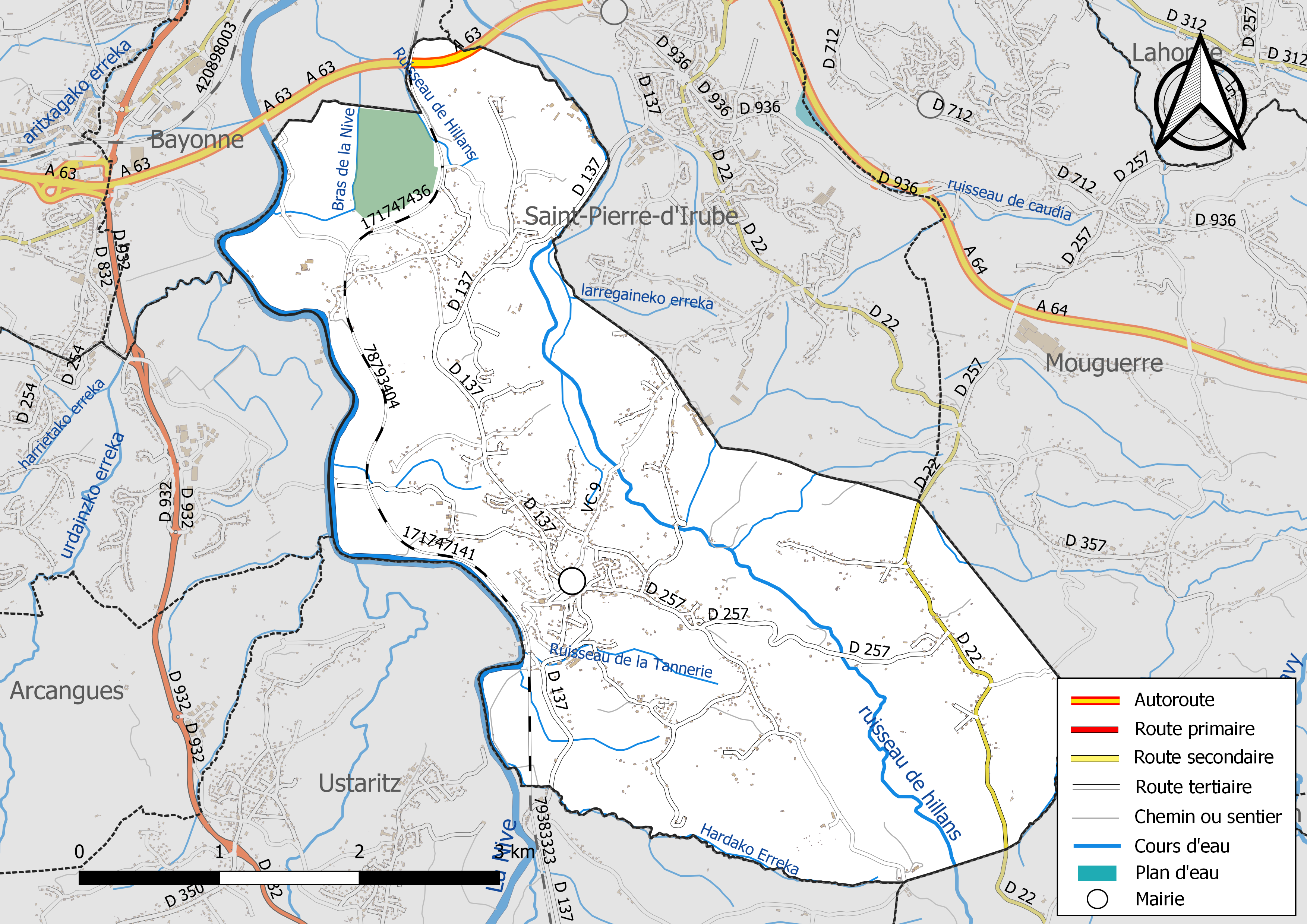
Réseaux hydrographique et routier de Villefranque.

La commune est drainée par la Nive, le ruisseau de Hillans, Urdainzko erreka, un bras de la Nive, bras de l'Eiheratoko erreka, Hardako erreka, Larregaineko erreka, le ruisseau de la Tannerie, et par divers petits cours d'eau, constituant un réseau hydrographique de 24 km de longueur totale,.
La Nive, d'une longueur totale de 79,3 km, naît au pied du Mendi Zar (1 323 m), au-delà de la frontière espagnole, sous le nom de Harpeko erreka, et s'écoule du sud-est vers le nord-ouest. Elle traverse la commune et se jette dans l'Adour à Bayonne, après avoir traversé 20 communes.

### Climat
Pour des articles plus généraux, voir Climat de la Nouvelle-Aquitaine et Climat des Pyrénées-Atlantiques.
Historiquement, la commune est exposée à un micro climat océanique basque.  
En 2020, Météo-France publie une typologie des climats de la France métropolitaine dans laquelle la commune est exposée à un climat de montagne et est dans la région climatique Pyrénées atlantiques, caractérisée par une pluviométrie élevée (>1 200 mm/an) en toutes saisons, des hivers très doux (7,5 °C en plaine) et des vents faibles.
Pour la période 1971-2000, la température annuelle moyenne est de 13,9 °C, avec une amplitude thermique annuelle de 12,7 °C. Le cumul annuel moyen de précipitations est de 1 334 mm, avec 13 jours de précipitations en janvier et 8,2 jours en juillet. Pour la période 1991-2020, la température moyenne annuelle observée sur la station météorologique la plus proche, située sur la commune d'Anglet à 7 km à vol d'oiseau, est de 14,5 °C et le cumul annuel moyen de précipitations est de 1 473,6 mm,. Pour l'avenir, les paramètres climatiques de la commune estimés pour 2050 selon différents scénarios d’émission de gaz à effet de serre sont consultables sur un site dédié publié par Météo-France en novembre 2022.

### Milieux naturels et biodiversité

#### Réseau Natura 2000
Le réseau Natura 2000 est un réseau écologique européen de sites naturels d'intérêt écologique élaboré à partir des Directives « Habitats » et « Oiseaux », constitué de zones spéciales de conservation (ZSC) et de zones de protection spéciale (ZPS).
Deux sites Natura 2000 ont été définis sur la commune au titre de la « directive Habitats », : 
- « la Nive », d'une superficie de 9 473 ha, un des rares bassins versants à accueillir l'ensemble des espèces de poissons migrateurs du territoire français, excepté l'Esturgeon européen[26] ;
- « l'Ardanavy (cours d'eau) », d'une superficie de 626 ha, un cours d'eau des coteaux sud de l'Adour[27] ;

#### Zones naturelles d'intérêt écologique, faunistique et floristique
L’inventaire des zones naturelles d'intérêt écologique, faunistique et floristique (ZNIEFF) a pour objectif de réaliser une couverture des zones les plus intéressantes sur le plan écologique, essentiellement dans la perspective d’améliorer la connaissance du patrimoine naturel national et de fournir aux différents décideurs un outil d’aide à la prise en compte de l’environnement dans l’aménagement du territoire.
Une ZNIEFF de type 1 est recensée sur la commune, : 
les « barthes de Quartier-Bas » (281,52 ha), couvrant 3 communes du département et trois ZNIEFF de type 2,, : 
- les « bois et landes de Faldaracon-Eguralde et d'Hasparren » (2 636,71 ha), couvrant 6 communes du département[30] ;
- le « réseau hydrographique des Nives » (3 596,23 ha), couvrant 33 communes du département[31] ;
- le « réseau hydrographique et vallée de l'Ardanavy » (679,96 ha), couvrant 12 communes du département[32].

## Urbanisme

### Typologie
Au 1er janvier 2025, Villefranque est catégorisée commune rurale à habitat dispersé, selon la nouvelle grille communale de densité à sept niveaux définie par l'Insee en 2022.
Elle appartient à l'unité urbaine de Bayonne (partie française), une agglomération internationale regroupant 28  communes, dont elle est une commune de la banlieue,,. Par ailleurs la commune fait partie de l'aire d'attraction de Bayonne (partie française), dont elle est une commune de la couronne,. Cette aire, qui regroupe 56 communes, est catégorisée dans les aires de 200 000 à moins de 700 000 habitants,.

### Occupation des sols

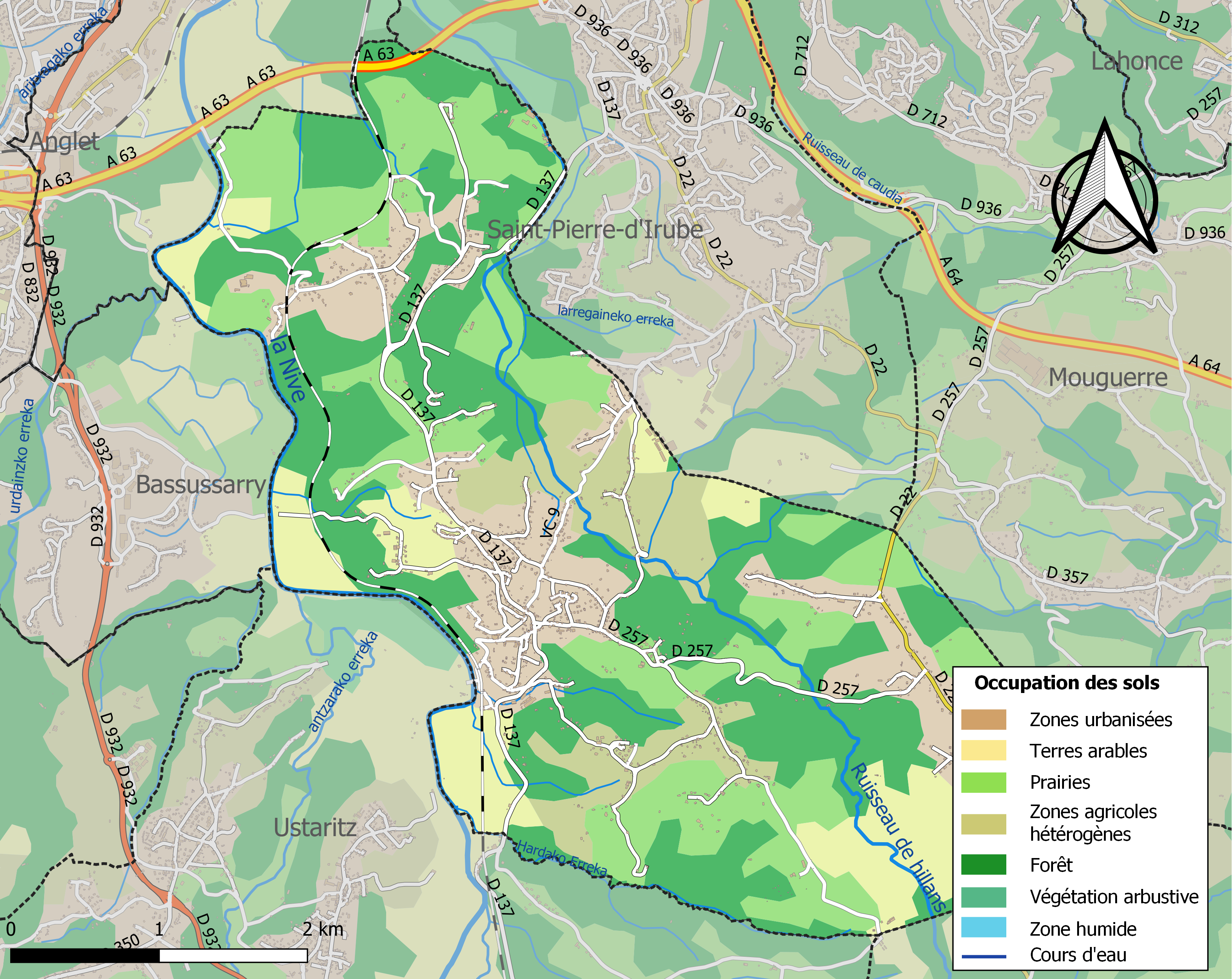
Carte des infrastructures et de l'occupation des sols de la commune en 2018 (CLC).

L'occupation des sols de la commune, telle qu'elle ressort de la base de données européenne d’occupation biophysique des sols Corine Land Cover (CLC), est marquée par l'importance des territoires agricoles (46,7 % en 2018), en diminution par rapport à 1990 (58,5 %). La répartition détaillée en 2018 est la suivante : 
forêts (37,2 %), prairies (24,2 %), zones urbanisées (16 %), terres arables (13,1 %), zones agricoles hétérogènes (9,4 %), milieux à végétation arbustive et/ou herbacée (0,1 %). L'évolution de l’occupation des sols de la commune et de ses infrastructures peut être observée sur les différentes représentations cartographiques du territoire : la carte de Cassini (XVIIIe siècle), la carte d'état-major (1820-1866) et les cartes ou photos aériennes de l'IGN pour la période actuelle (1950 à aujourd'hui).

### Lieux-dits et hameaux
- Agerrea ;
- Aire Ona ;
- Aldapagaina ;
- Altxuberria ;
- Apeztegia ;
- Arkozilaenea ;
- Arlasea ;
- Arranceta ;
- Assaria ;
- la Barga ;
- Barthes de Quartier Bas ;
- Basladea ;
- Bazteretxea ;
- Bellegarde ;
- Bellevue ;
- Bertrantoenea ;
- Beylartzea ;
- Bidegaina ;
- Bizkarbelxenea ;
- Bordaberria ;
- Buztingorria ;
- Caminoa ;
- Chaiberrikoborda ;
- Château Larraldea ;
- Château Miotz ;
- Duboscoa ;
- Eiherattoa ;
- Errebiola ;
- Erremuntenea ;
- Etche Pampina ;
- Etcheparea ;
- Eulia ;
- Galharreta ;
- Gelosea ;
- la Grange ;
- Gure Doya ;
- Hargin Karrika ;
- Harrechia ;
- Heguia ;
- Hiriberria ;
- Intaburua ;
- Kostagaina ;
- Laparrea ;
- Larramendia ;
- Larrea ;
- Larreburua ;
- Larregaina ;
- Legarrea ;
- Leyhola ;
- Martikotenborda ;
- Maytua ;
- Mendiburua ;
- Mendigaina ;
- Merluenea ;
- Mongoenea ;
- Muntenea ;
- Pagaldea ;
- Pagolakoborda ;
- Pochika ;
- Poiloa ;
- la Pomponette ;
- Porroteguia ;
- Quartier Bas ;
- les Salines ;
- Sendorraenea ;
- Sorhoeta ;
- la Tannerie ;
- les Trois Bornes ;
- Uhartea ;
- Xalduenea ;
- Xapitalea ;
- Xurruta ;
- Zubieta.

### Voies de communication et transports
La sortie 1 (Mouguerre-Bourg) de l'autoroute A64 donne accès à la commune, tout comme les routes départementales RD 22 (route impériale des Cimes), RD 137, RD 257 et RD 337.
Villefranque est traversée par la ligne ferroviaire reliant Bayonne à Saint-Jean-Pied-de-Port. La gare de Villefranque se situe au bord de la Nive, au pied du centre du village.

### Risques majeurs
Le territoire de la commune de Villefranque est vulnérable à différents aléas naturels : météorologiques (tempête, orage, neige, grand froid, canicule ou sécheresse), inondations et séisme (sismicité modérée). Il est également exposé à un risque technologique,  le transport de matières dangereuses, et à un risque particulier : le risque de radon. Un site publié par le BRGM permet d'évaluer simplement et rapidement les risques d'un bien localisé soit par son adresse soit par le numéro de sa parcelle.

#### Risques naturels
Certaines parties du territoire communal sont susceptibles d’être affectées par le risque d’inondation par une crue torrentielle ou à montée rapide de cours d'eau, notamment la Nive et le ruisseau de Hillans. La commune a été reconnue en état de catastrophe naturelle au titre des dommages causés par les inondations et coulées de boue survenues en 1982, 1995, 2007, 2009, 2010, 2014, 2019 et 2021,.

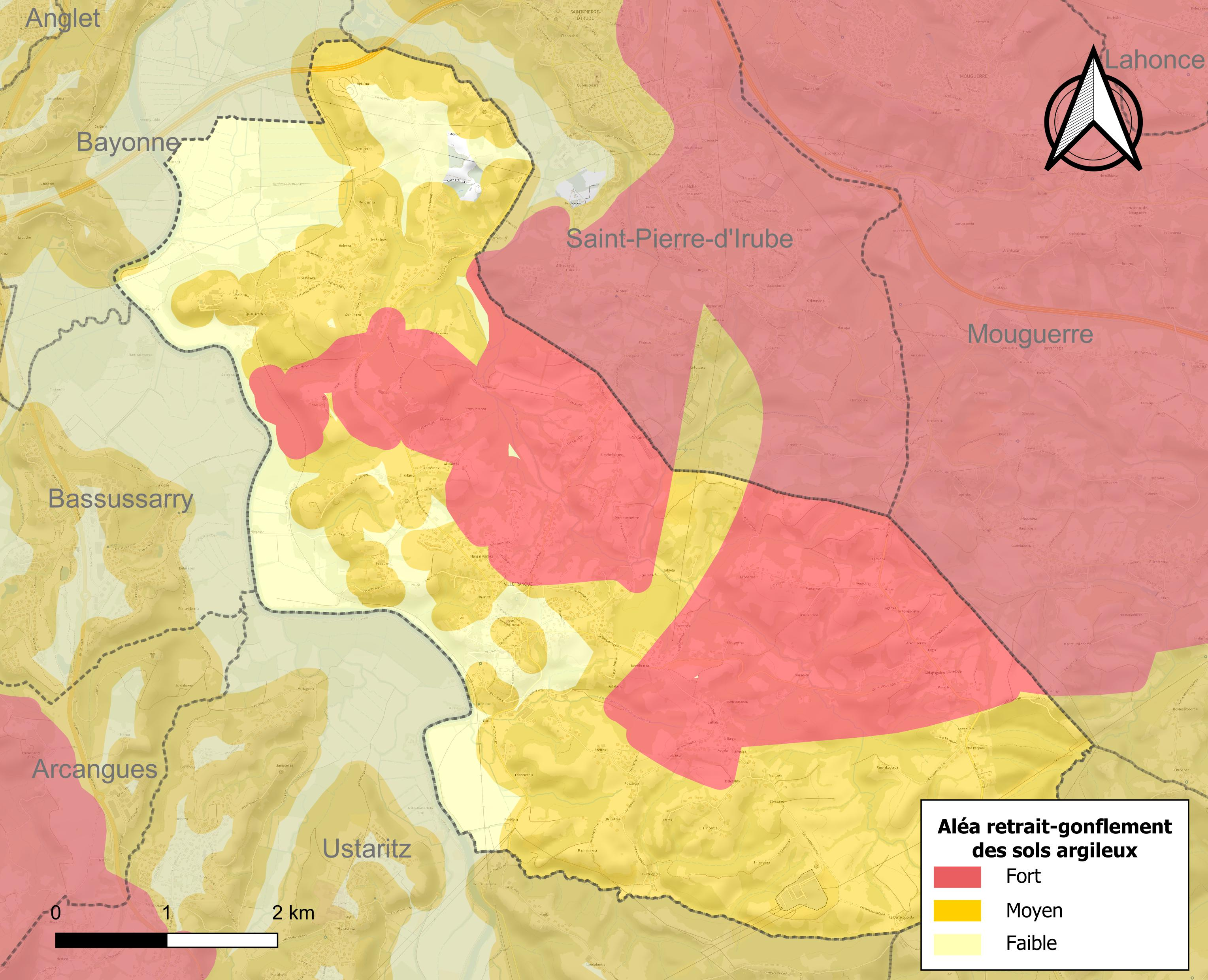
Carte des zones d'aléa retrait-gonflement des sols argileux de Villefranque.

Le retrait-gonflement des sols argileux est susceptible d'engendrer des dommages importants aux bâtiments en cas d’alternance de périodes de sécheresse et de pluie. 83,2 % de la superficie communale est en aléa moyen ou fort (59 % au niveau départemental et 48,5 % au niveau national). Depuis le 1er octobre 2020, en application de la loi ELAN, différentes contraintes s'imposent aux vendeurs, maîtres d'ouvrages ou constructeurs de biens situés dans une zone classée en aléa moyen ou fort,.
Concernant les mouvements de terrains, la commune a été reconnue en état de catastrophe naturelle au titre des dommages causés par la sécheresse en 1989, 2003 et 2017 et par des mouvements de terrain en 2010, 2013, 2016, 2018, 2019 et 2020.

#### Risque particulier
Dans plusieurs parties du territoire national, le radon, accumulé dans certains logements ou autres locaux, peut constituer une source significative d’exposition de la population aux rayonnements ionisants. Selon la classification de 2018, la commune de Villefranque est classée en zone 2, à savoir zone à potentiel radon faible mais sur lesquelles des facteurs géologiques particuliers peuvent faciliter le transfert du radon vers les bâtiments.

## Toponymie

### Attestations anciennes
Le toponyme Villefranque apparaît sous les formes Villa que dicitur baster (1083), Parrochia sancti martini de baster (1200) (bazter signifie « écart » en basque), Biela franque (1249), Villa franque (1501), Ville-Francque et Villefranque en Labort (respectivement 1501 et 1516, chapitre de Bayonne), Sanctus-Bartholomeus de Villefranque (1767, collations du diocèse de Bayonne) et Tricolore (1793).
« Villefranque est l’un des rares lieux du Pays basque où le toponyme basque ancien a été oublié au profit d’une adaptation d’un nom roman ville franche inventé tardivement et du reste très répandu. ».

### Étymologie
Villefranque a pour nom basque Milafranga, qui en réalité vient du gascon « bièla franca » et signifie « ville franche ». Villefranche, paroisse puis commune du Labourd, comme les multiples Villefranche de France, vit ses habitants racheter leurs droits féodaux à la seigneurie dont ils dépendaient et, ainsi, s'affranchir du système féodal et des taxes et impôts liés à la féodalité; impôts qui ne furent plus payés au seigneur, mais à la ville devenue franche.
Jean-Baptiste Orpustan indique que bazter signifiait « écart » et désignait la situation de la paroisse sur la rive droite, séparée d'Ustaritz par la Nive.

### Graphie en langues locales
Son nom basque actuel est Milafranga et son nom occitan gascon est Vilafranca.

## Histoire
Anciennement Saint-Martin-de-Basters, sauveté de l'évêque de Bayonne au XIe siècle.
Selon la légende, le 24 août 1343, le maire de Bayonne fit capturer (pendant les fêtes locales du village) et attacher cinq nobles labourdins aux piles du pont de Proudines (au bas du château de Miotz), où la marée montante les noya. Cette légende fut reprise par Taine dans son Voyage aux Pyrénées, et illustrée par Gustave Doré.
Fusionnée temporairement avec Saint-Pierre-d'Irube, la commune fut rebaptisée Tricolore pendant la révolution (1794-1795).
Théâtre de fameuses batailles napoléoniennes (batailles de la Nivelle, Saint-Pierre-d'Irube) entre les troupes du général britannique Wellington et celles du maréchal Soult qui barraient la route à Villefranque pour empêcher les Britanniques de remonter sur Bayonne (environ des dizaines de milliers de soldats à l'époque). Les troupes britannico-hispano-portugaises établirent déjà un pont sur la Nive afin que leurs 3e et 4e régiments puissent passer d'une rive à l'autre. Avant leur victoire finale à Saint-Pierre-d'Irube, ils remportèrent d'ailleurs localement la bataille de Villefranque qui opposa le 9 décembre 1813 les divisions du général britannique Hill à celles du général français Drouet d'Erlon.

## Héraldique
| Blason | Blasonnement : Parti, d'or à un lion de gueules tenant dans sa patte dextre un dard du même péri en barre, la pointe en haut, et d'azur à une fleur de lys d'or, un chêne arraché de sinople et une croix latine d'argent issante de l'arbre brochant sur la partition. |

## Politique et administration

### Liste des maires
| Période                                  | Période   | Identité           | Étiquette    | Qualité                                                                                |
| ---------------------------------------- | --------- | ------------------ | ------------ | -------------------------------------------------------------------------------------- |
| 1912                                     | 1929      | Pierre Delzangles  |              |                                                                                        |
| 1929                                     | 1940      | Mathieu Larre      |              |                                                                                        |
| Les données manquantes sont à compléter. |           |                    |              |                                                                                        |
| mai 1945                                 | mars 1971 | René Delzangles    | Rad. Ind.    | Avocat à la Cour d'appel de Paris Ancien député des Pyrénées-Atlantiques (1936 → 1940) |
| mars 1971                                | mars 1977 | Henri Pedemay      |              |                                                                                        |
| mars 1977                                | mars 1983 | Michel Bergé       | DVG          |                                                                                        |
| mars 1983                                | mars 2008 | Beñat Larramendy   | RPR puis UMP |                                                                                        |
| mars 2008                                | 2020      | Robert Dufourcq    | DVG          | Retraité                                                                               |
| 2020                                     | En cours  | Marc Saint-Esteven | DVC          | Professeur, conseiller départemental depuis 2021                                       |

### Intercommunalité
Villefranque fait partie de sept structures intercommunales :
- la communauté d'agglomération du Pays Basque ;
- le syndicat intercommunal pour la construction et la gestion d'établissements d'accueil pour personnes âgées Eliza-Hegi ;
- le syndicat d'énergie des Pyrénées-Atlantiques ;
- le syndicat intercommunal pour la gestion du centre Txakurrak ;
- le syndicat intercommunal pour le soutien à la culture basque ;
- le syndicat mixte de la Nive maritime ;
- le syndicat mixte du bassin versant de la Nive.

La commune fait en outre partie de l'Eurocité basque Bayonne - San Sebastian.

### Politique environnementale
Lors des élections municipales de 2020, la liste élue a signé le Pacte de Métamorphose de Bizi! qui engage les signataires à agir pour la transition dans les domaines de la mobilité, de l'alimentation, de l'habitat, de l'énergie et de l'économie locale et circulaire. A l'issue du rapport de suivi 2021, la commune s'est vu attribuer un score de métamorphose de 0,5 sur 4 et lors du rapport de mi-mandat en 2023, le score était de 0,8 sur 4.

## Population et société

### Démographie
L'évolution du nombre d'habitants est connue à travers les recensements de la population effectués dans la commune depuis 1793. Pour les communes de moins de 10 000 habitants, une enquête de recensement portant sur toute la population est réalisée tous les cinq ans, les populations de référence des années intermédiaires étant quant à elles estimées par interpolation ou extrapolation. Pour la commune, le premier recensement exhaustif entrant dans le cadre du nouveau dispositif a été réalisé en 2004.

En 2022, la commune comptait 2 957 habitants, en évolution de +13,91 % par rapport à 2016 (Pyrénées-Atlantiques : +3,78 %, France hors Mayotte : +2,11 %).
| 1793  | 1800  | 1806  | 1821  | 1831  | 1836  | 1841  | 1846  | 1851  |
| ----- | ----- | ----- | ----- | ----- | ----- | ----- | ----- | ----- |
| 1 284 | 1 208 | 1 252 | 1 244 | 1 292 | 1 443 | 1 438 | 1 429 | 1 408 |

| 1856  | 1861  | 1866  | 1872  | 1876  | 1881  | 1886  | 1891  | 1896  |
| ----- | ----- | ----- | ----- | ----- | ----- | ----- | ----- | ----- |
| 1 404 | 1 477 | 1 505 | 1 373 | 1 336 | 1 335 | 1 395 | 1 392 | 1 378 |

| 1901  | 1906  | 1911  | 1921  | 1926  | 1931  | 1936 | 1946 | 1954 |
| ----- | ----- | ----- | ----- | ----- | ----- | ---- | ---- | ---- |
| 1 363 | 1 331 | 1 202 | 1 181 | 1 066 | 1 021 | 988  | 856  | 944  |

| 1962  | 1968  | 1975  | 1982  | 1990  | 1999  | 2004  | 2006  | 2009  |
| ----- | ----- | ----- | ----- | ----- | ----- | ----- | ----- | ----- |
| 1 020 | 1 029 | 1 123 | 1 375 | 1 570 | 1 742 | 2 039 | 2 129 | 2 188 |

| 2014  | 2019  | 2022  | - | - | - | - | - | - |
| ----- | ----- | ----- | - | - | - | - | - | - |
| 2 597 | 2 822 | 2 957 | - | - | - | - | - | - |

La commune fait partie de l'aire d'attraction de Bayonne (partie française).

## Économie
L'extraction de sel gemme était encore pratiquée à Villefranque au XXe siècle.

La commune fait partie de la zone d'appellation de l'ossau-iraty.

## Culture locale et patrimoine

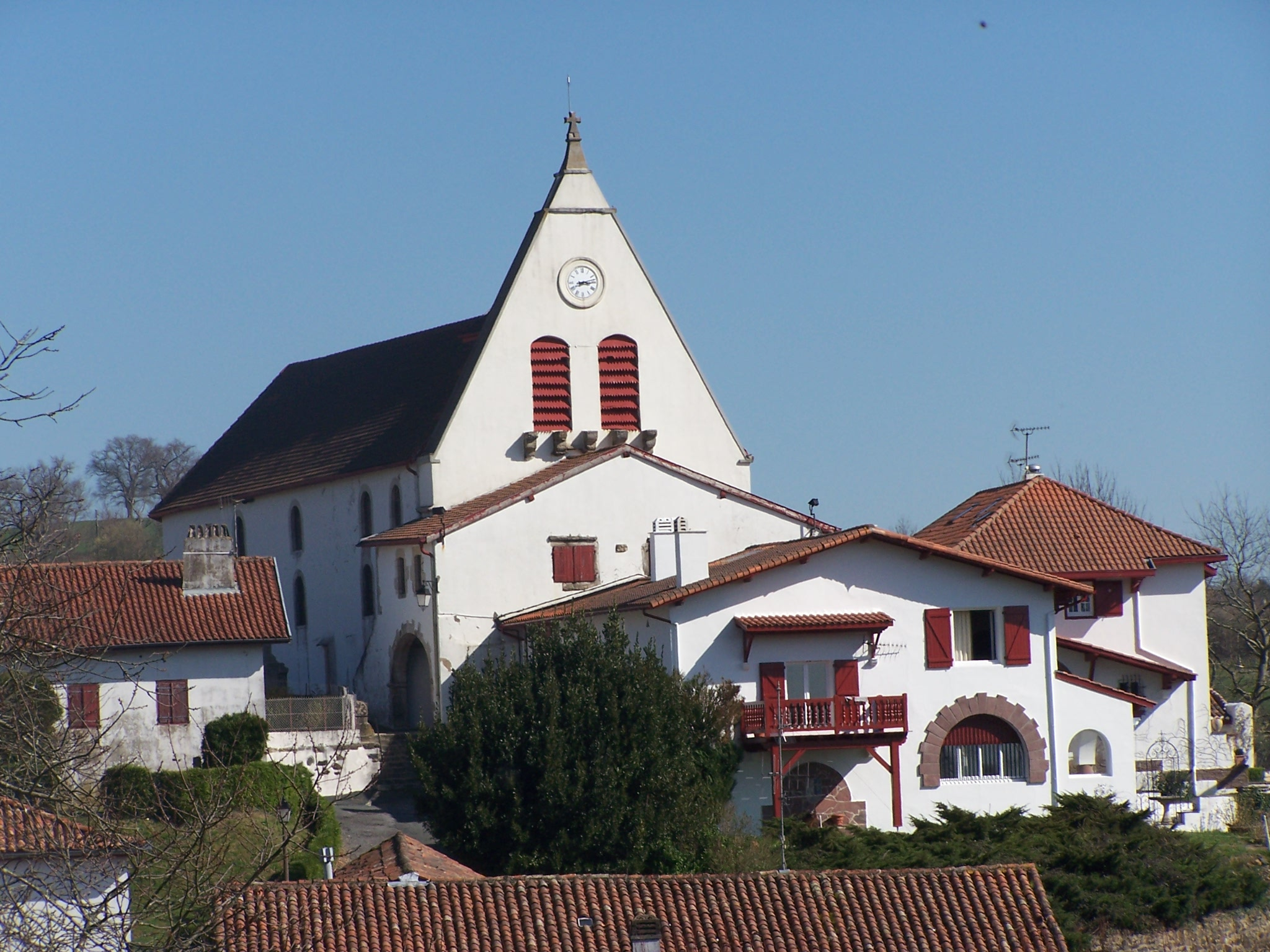
Vue de l'église Saint-Jean-Baptiste de Villefranque surplombant le village.

### Langues
D'après la Carte des Sept Provinces Basques éditée en 1863 par le prince Louis-Lucien Bonaparte, le dialecte basque parlé à Villefranque est le bas-navarrais occidental.

### Patrimoine civil
- Château de Larraldia : À l’origine, il existait à son emplacement une maison appartenant au XVIe siècle à la famille de Garat[58], dont l'héritière se maria en 1579 avec Adam de Larralde, noble de la chambre du roi Henri III. En 1675, Arnaud de Larralde est assassiné par des marins de Saint-Jean-de-Luz devant sa maison. Le capitaine d'infanterie Jean de Vergès d'Urt achète le domaine. En 1962, le château et son parc de 60 hectares est transformé en hôtel-restaurant de luxe par le fameux restaurateur Maurice Carrère[59] son nouveau propriétaire[60] ; vendu, puis laissé à l'abandon et victime d'un incendie, il a été racheté en 2017 pour redevenir un hôtel haut-de-gamme[61]. Cet édifice de deux niveaux à sept travées est de style Louis XIV avec une façade en pierre de taille de Bidache. La toiture est percée au nord de cinq lucarnes « à la capucine » ; la façade sud donnant sur le parc présente des faux pavillons[60],[58].
- Château de Miotz, fin XIXe siècle
- Maison Dona Martienea, XIIIe siècle[62]
- Moulin d'Elherattoa, XVIIIe siècle
- Ferme Mendiburua
- Maisons labourdines (Arlasia, photo ci-dessous en exemple. ARLASIA est une maison de type labourdin situé à l’entrée du village de Villefranque (Pyrénées – Atlantiques). Des écrits mentionnent son existence au XIIIe siècle (L’enquête de 1249 sur la guerre de Thibaud I de Navarre en Labourd). )

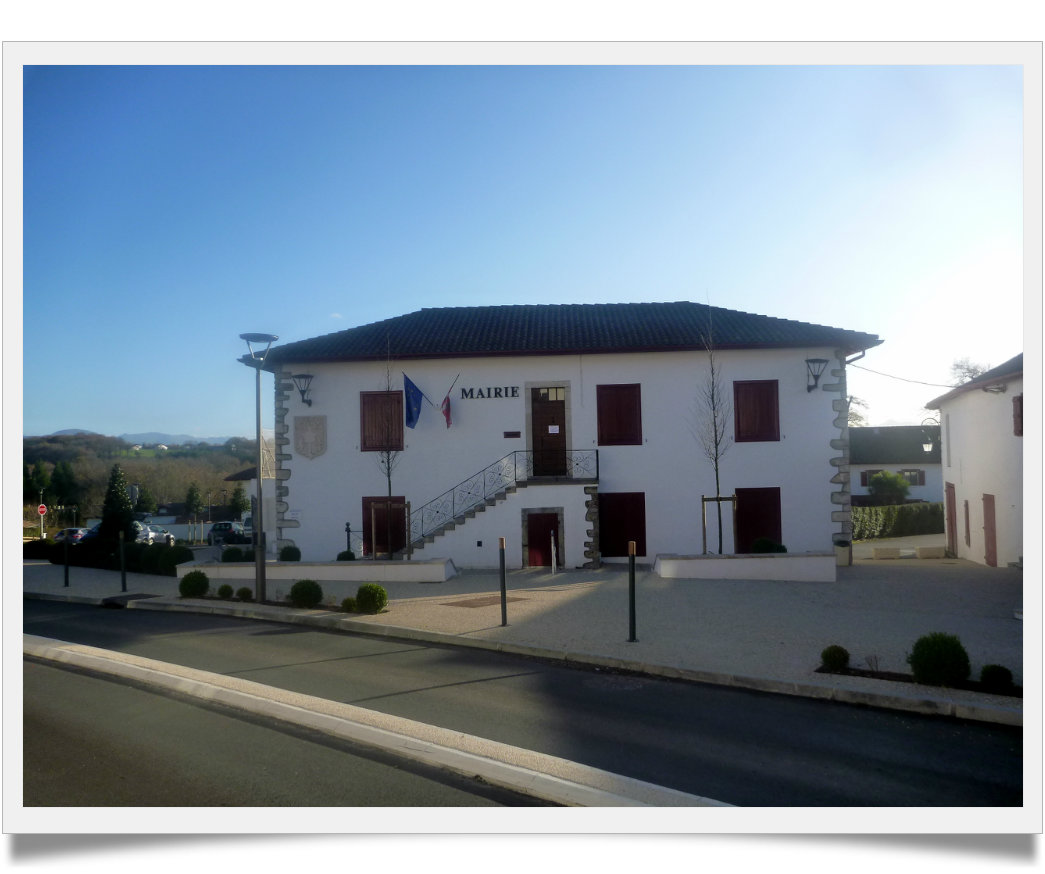
Mairie de Villefranque
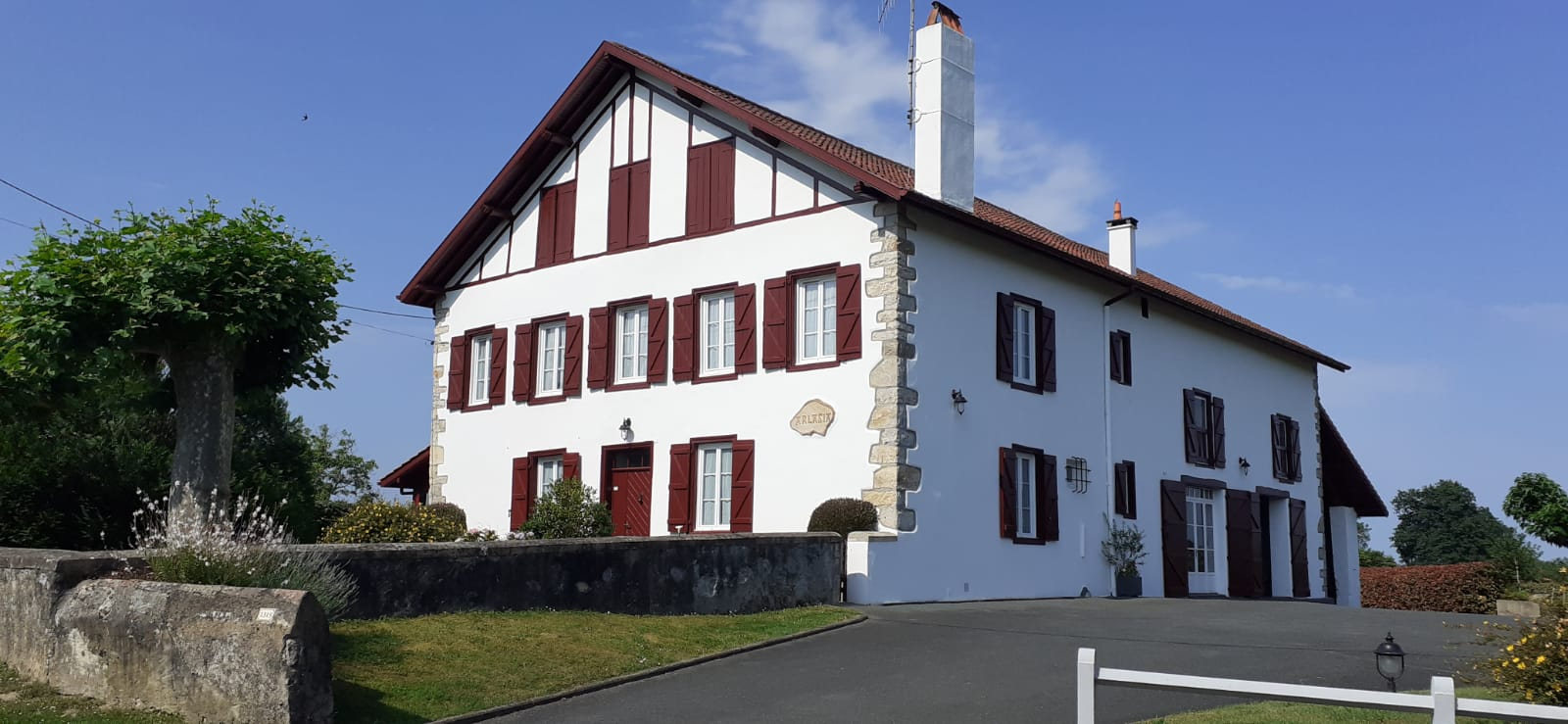
Maison Arlasia
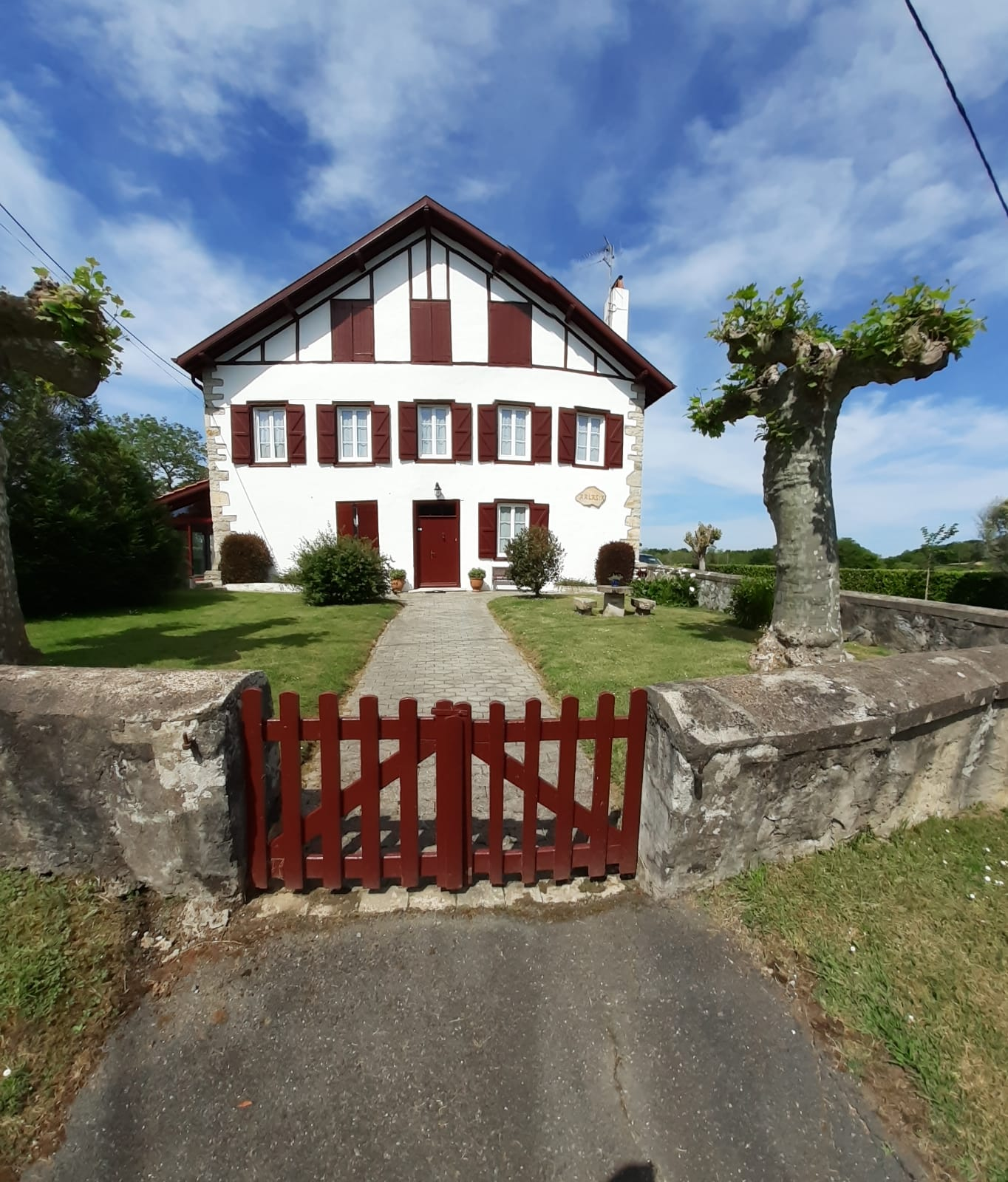
Maison Arlasia https://arlasea.wordpress.com/

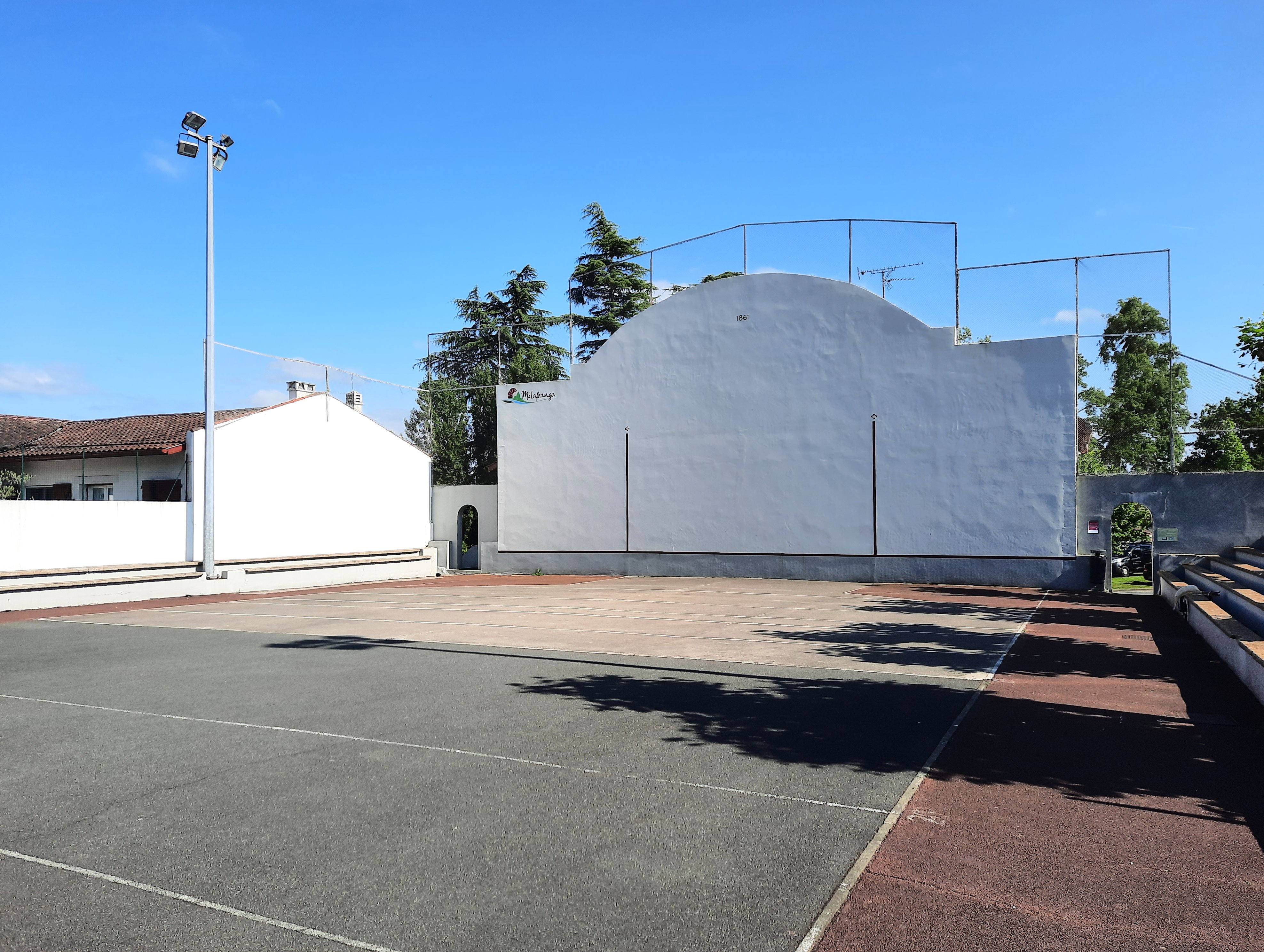
Fronton
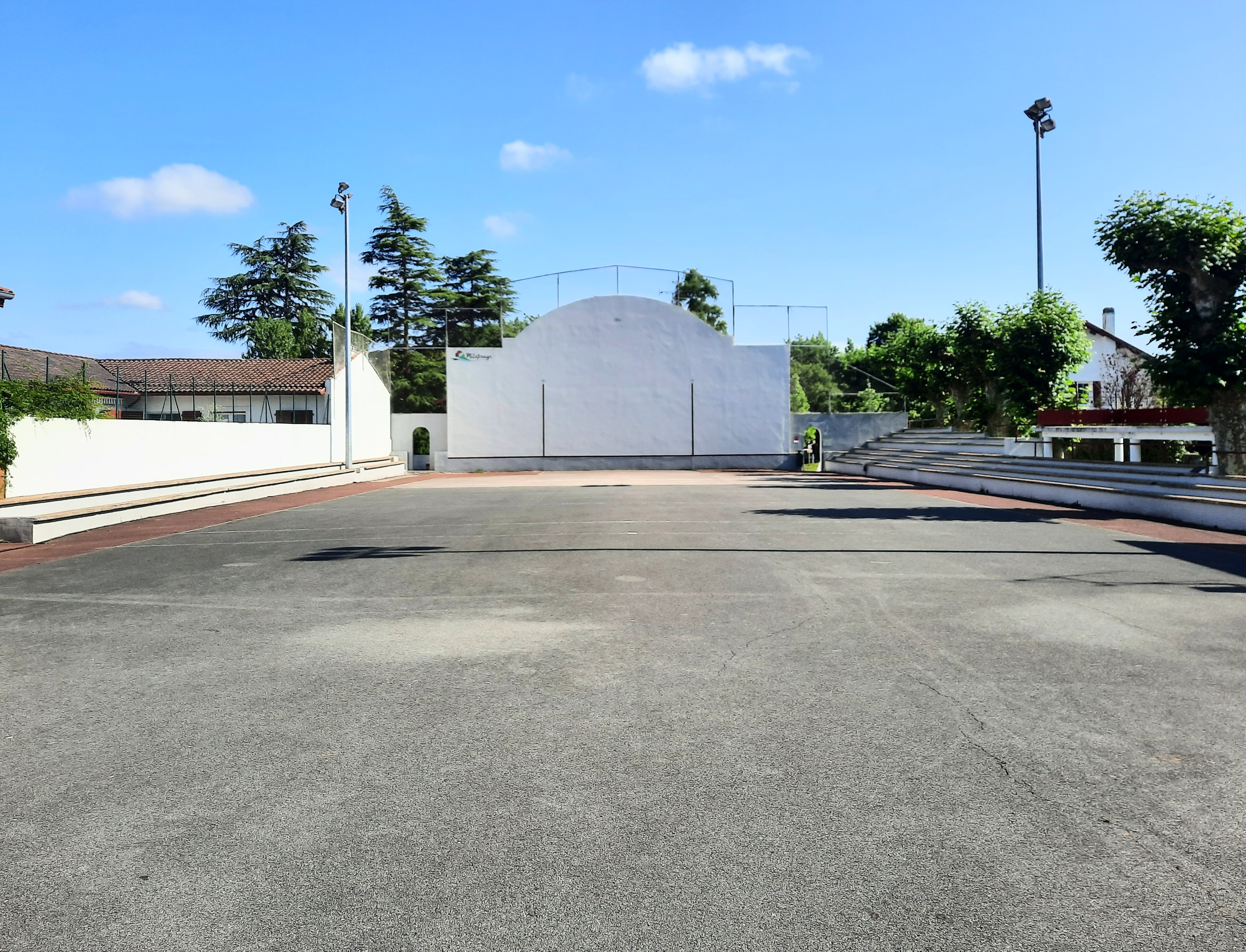
Fronton, vue large
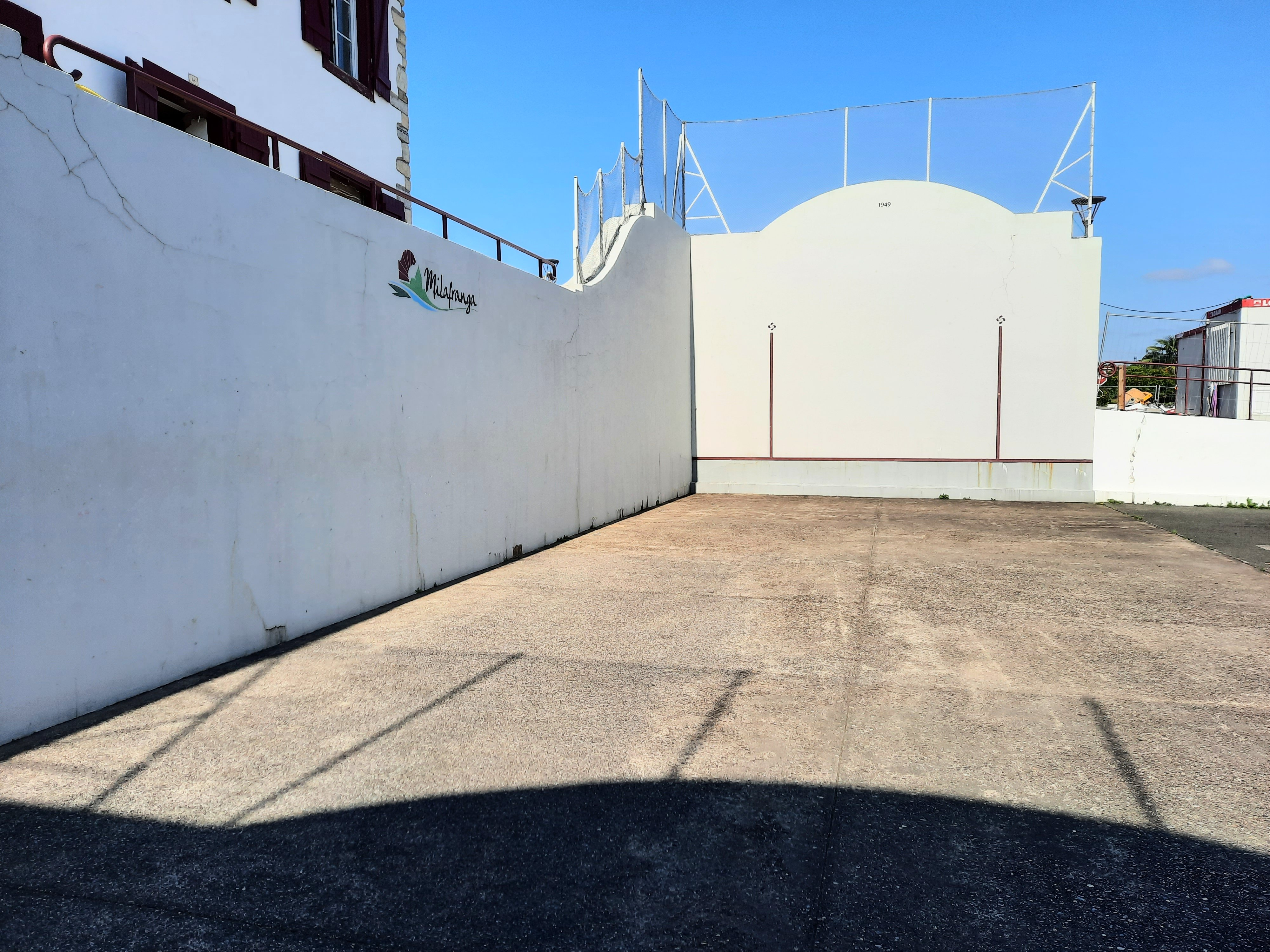
Petit mur à gauche, frontis
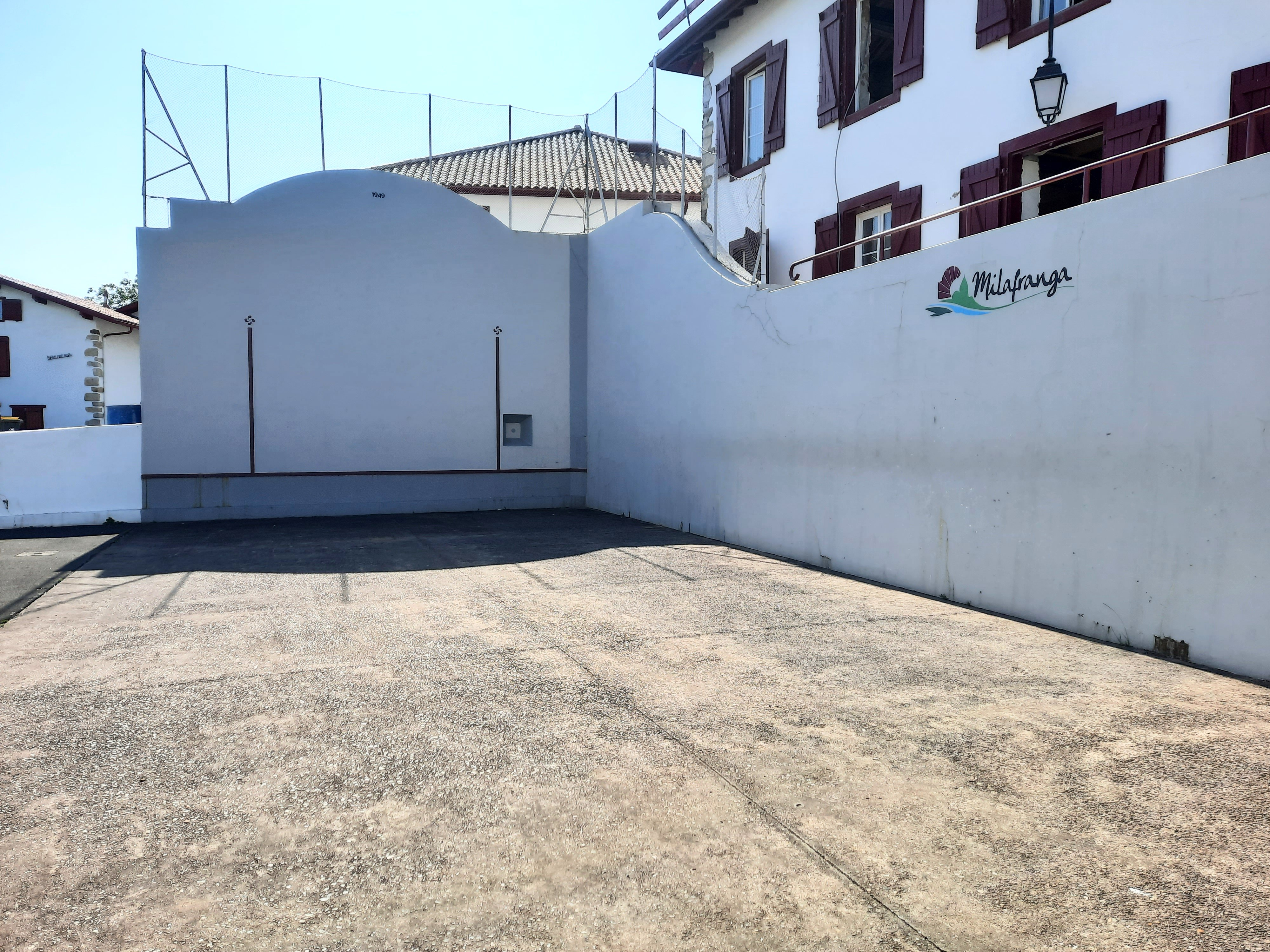
Petit mur à gauche, mur arrière

### Patrimoine religieux
- l'église Saint-Jean-Baptiste[63] est inscrite aux monuments historiques ;
- l'église bâtie en 1907[64] par mademoiselle Olhagaray fut démolie en 1968. Quelques vestiges subsistent ;
- Stèles discoïdales.

|  |  |  |

## Équipements

### Éducation
Villefranque dispose de deux écoles primaires, l'une publique et l'autre privée (Sacré-Cœur).

## Personnalités liées à la commune

### Nées auXIXesiècle
- René Delzangles, né en 1899 et décédé en 1979 à Villefranque, est un homme politique français ;
- Jean Saint-Pierre, né en 1884 à Villefranque et décédé en 1951, est un écrivain basque. Son tombeau se trouve sous le porche d'entrée de l'église.

### Nées auXXesiècle
- Julian de Ajuriaguerra, né en 1911 à Bilbao (Espagne) et décédé en 1993 à Villefranque, est un neuropsychiatre et psychanalyste français d'origine espagnole ;
- Albert Dolhats, né à Villefranque en 1924, est un coureur cycliste professionnel des années 1940 et 1950, ayant notamment participé à trois Tour de France ;
- Pierre Vivier, né en 1924 à Villefranque, est un joueur de pelote basque, qui fut sept fois champion de France à main nue entre 1939 et 1944, puis en 1951 et 1956 en trinquet, en 1953 en mur à gauche ;
- Robert Dufourcq, né en 1948 à Villefranque, est un joueur de pelote basque, six fois champion de France, qui obtint une médaille d'argent au championnat du monde en Uruguay en 1974.
- Manu Martiarena né en 1964 est un joueur de pelote, six fois champion de France de main nue en indépendant et champion de France a de multiples reprises dans les catégories de jeunes (joko garbi et main nue).
- Baptiste Chouzenoux, né le 7 août 1993 à Villefranque est un joueur de rugby au Racing 92.
- Arnaud Heguy, natif de Villefranque, joueur de rugby professionnel